# Devil Daggers
Devil Daggers es un videojuego de disparos en primera persona desarrollado y publicado por el equipo de desarrollo independiente Sorath. Los jugadores tienen la tarea de sobrevivir el mayor tiempo posible contra enjambres de enemigos demoníacos en una arena envuelta en la oscuridad y un espacio reducido. El personaje puede disparar dagas desde sus dedos para eliminar enemigos y moverse para evitar el contacto con ellos. El jugador muere al tocar a un enemigo y, a medida que pasa el tiempo, aparecen criaturas más grandes y amenazantes. Los tiempos de supervivencia se registran en una tabla de clasificación global donde se puede acceder y ver repeticiones de jugadas. El uso deliberado de texturas y efectos no filtrados como la fluctuación de polígono y la deformación de la textura hacen que su estilo visual recuerde a los primeros juegos en 3D lanzados en la década de 1990.
Devil Daggers fue lanzado para Windows en febrero de 2016, después de ser aprobado para su lanzamiento en Steam Greenlight. Las versiones de macOS y Linux fueron lanzadas en julio y septiembre de 2016 respectivamente. El videojuego recibió una recepción positiva de los críticos, con elogios a su diseño de sonido, un único estilo visual y su jugabilidad desafiante. Sin embargo, algunos críticos señalaron que en las etapas finales del videojuego, la abrumadora cantidad de enemigos y elementos visuales hacían muy difícil entender lo que estaba pasando. Los críticos compararon la estética, movimiento y mecánicas de disparos de Devil Daggers a otros videojuegos del género como Doom, Quake, videojuegos de disparos de los noventa.

## Jugabilidad
Devil Daggers es un videojuego de disparos con una experiencia de juego desde una perspectiva en primera persona. El objetivo del juego es matar enemigos demoníacos y sobrevivir el mayor tiempo posible. Devil Daggers se abre con el personaje de pie en una habitación sombría; frente a él hay una daga flotante iluminada por un reflector. Al recuperar la daga, el jugador es transportado a una arena de plataforma plana y flotante envuelta en la oscuridad. En la arena, los enemigos demoníacos comienzan a aparecer. Inicialmente, aparecen una serie de criaturas con tentáculos que se elevan y comienzan a liberar enjambres de cráneos voladores que persiguen al jugador. A medida que pasa el tiempo, comienzan a aparecer criaturas más exóticas que presentan una amenaza mayor y muestran un comportamiento diferente. Cada enemigo hace un ruido único y continuo, para que el jugador sea capaz de reconocer qué tipo de enemigo se acerca a ellos.
El jugador mata a los enemigos disparando dagas con los dedos. Hay dos opciones de disparo: al hacer clic con el botón izquierdo del ratón, se dispara una ráfaga de dagas con forma de escopeta, y si mantenemos presionado dicho botón se dispara una secuencia precisa y continua de dagas. Algunos enemigos tienen puntos débiles indicados por cristales rojos en sus cuerpos. Una vez muerto, los cristales rojos se caen y pueden ser recogidos por el jugador para obtener mejoras de ataque, como mayor daño y dagas perseguidoras. El jugador muere al entrar en contacto físico con un enemigo o al caerse del escenario. En la parte superior de la pantalla, un temporizador muestra cuánto tiempo duró la ronda. El mejor tiempo de supervivencia del jugador se publica en una clasificación mundial. Al acceder a través de la tabla de clasificación, las repeticiones de las jugadas se pueden descargar y ver desde una vista en primera persona o desde una perspectiva de arriba hacia abajo.
A medida que los enemigos se acumulan en la arena, la cantidad de espacio seguro disminuye. Esto, junto con el comportamiento agresivo de los enemigos, fomenta el movimiento constante del jugador y su percepción espacial. El personaje puede moverse a alta velocidad y saltar para realizar maniobras evasivas. El juego emplea técnicas avanzadas de movimiento para aumentar la velocidad del jugador y la altura del salto. El jugador puede ganar un impulso de velocidad al atacar mientras salta. La explosión tipo escopeta puede complementar el mecanismo de salto; el jugador puede ser impulsado más lejos y realizar un doble salto disparando hacia abajo mientras está en el aire.

## Desarrollo
Devil Daggers fue desarrollado por Sorath, un desarrollador independiente de videojuegos con sede en Melbourne. El grupo de desarrollo fue formado por Matt Bush, miembro de los creadores de Dustforce. El motor de representación y dirección de arte del juego fue diseñado para reimaginar la estética y el estilo gráfico de los videojuegos de los años noventa. Esto se logró mediante el uso de texturas sin filtrar, modelos dentados en 3D y la implementación deliberada de jitter de polígonos y deformación de textura encontrados en los primeros juegos en 3D. El jitter y warping a menudo se consideraban defectos técnicos de los juegos de PlayStation; sin embargo, la recreación de estos efectos en Devil Daggers es hacer que los enemigos tiemblen y se estremezcan durante el movimiento. Los diseños enemigos son infernales, con algunas entidades tomando formas insectoides con características esqueléticas. El audio se compone principalmente de sonidos distorsionados y abstractos con gritos comprimidos y digitalizados que se utilizan para producir ruidos inquietantes para las criaturas.
Sorath presentó Devil Daggers a Steam#Steam Greenlight, un sistema de selección comunitario, para que el videojuego pueda ser lanzado en la plataforma de distribución digital Steam. El videojuego fue aprobado y lanzado en Windows el 18 de febrero de 2016. El 6 de julio de 2016, Sorath lanzó una versión de Devil Daggers para macOS. Junto con este lanzamiento, 2 nuevos tipos de enemigos fueron añadidos al videojuego y la banda sonora de Devil Daggers fue añadida al directorio del juego. También fue añadido soporte para la Televisión analógica#sincronización vertical, aumento del campo de visión, y sonido envolvente virtual a través del procesamiento HRTF. El 19 de septiembre de 2016, fue lanzada una versión de Linux de Devil Daggers junto con la habilidad de ver repeticiones de jugadas desde una perspectiva de arriba hacia abajo. La actualización también agregó más estadísticas, como el seguimiento del tiempo total de supervivencia de un jugador en todas las rondas.

## Recepción
Devil Daggers recibió críticas "generalmente favorables" de parte de los críticos de acuerdo con el sitio web agregador de reseñas Metacritic. Los críticos compararon la jugabilidad y los gráficos favorablemente con los videojuegos de disparos en primera persona de la década de 1990, como Doom y Quake. Los críticos estuvieron complacidos con la forma en que Devil Daggers ofreció una experiencia reducida de estos juegos, y brindaron una experiencia de juego rápida y pura.
El sistema de movimiento fluido del juego se comparó con los de Quake III Arena y Unreal Tournament 2004 en la revista Edge. Recibieron con agrado la inclusión de técnicas avanzadas de movimiento, diciendo que se sentían "frescas" cuando se las implementaba en un contexto de supervivencia. También comentaron que Devil Daggers se refinó en tantos elementos prestados, que sería incorrecto simplemente llamar al juego un "retroceso nostálgico". Devil Daggers fue considerado como una destilación perfecta de los videojuegos de disparos de la vieja escuela por Zack Furniss, escritor de Destructoid. El escritor de Kill Screen, Davis Cox, elogió la naturaleza "frenética, bullet hell" de Devil Daggers, pero sintió que había oportunidad de incorporar niveles y espacios más interesantes en el juego.
Tom Senior de PC Gamer disfrutó de la atmósfera "opresiva" e "infernal" creada por el uso deliberado de técnicas y efectos de renderizado antiguos. Tanto GameSpot como los críticos de IGN estuvieron de acuerdo en que, aunque el estilo visual retro era adecuado, también podría convertirse en un obstáculo cuando el desorden excesivo de enemigos pixelados dificultaba la interpretación de lo que estaba sucediendo en la pantalla. Furniss de Destructoid declaró que las imágenes pueden no ser atractivas para todos, pero amaba el aspecto de horror y la sensación de nostalgia que evocaba.
El diseño de sonido del juego fue alabado por los críticos. A los revisores les gustó especialmente el uso práctico de ruidos enemigos únicos y continuos. Ser capaz de identificar la ubicación de un enemigo cuando se los ocultaba de la vista fue visto como un aspecto interesante del audio del juego. La cacofonía creada por los enemigos fue descrita como "escalofriante" por el crítico de IGN Chloi Rad. También sintió que el audio se combinaba bien con el movimiento fluido para proporcionar al jugador la información y los medios para tratar con los enemigos.
Muchos críticos discutieron el alto nivel de dificultad presentado por Devil Daggers, llamando a la experiencia "intensa" y "brutal", pero también "alegre" y "estimulante". Edge llamó al juego una "prueba de habilidad expertamente diseñada". El crítico de GameSpot Mike Mahardy creía que superar la marca de 60 segundos en una carrera era una hazaña. El escritor de Eurogamer Johnny Chiodini pensó que el juego sobresalió por ser una experiencia corta y destacó que convertirse en un experto en Devil Daggers era un proceso de repetición y refinamiento. Escribiendo para Hardcore Gamer, Mark Steighner dijo que el juego era adictivo y pensó que era ideal para las personas obsesionadas con perseguir puntajes altos en los juegos. A los críticos también les gustó la función de reproducción y señalaron que era una gran manera de aprender de otros jugadores y aumentar el aspecto competitivo entre la comunidad.
Rock, Paper, Shotgun nombró a Devil Daggers como el mejor juego de 2016. Los escritores del sitio web complementan su jugabilidad, estética y diseño de sonido. En enero de 2017, colocaron a Devil Daggers en el quinto lugar de su lista de los cincuenta mejores videojuegos de disparos en primera persona para PC. Chris Thursten de PC Gamer nombró a Devil Daggers como su juego personal del año, llamándolo "sin defectos".